# Dobrohošť (Jindřichův Hradec)
Dobrohošť é uma comuna checa localizada na região da Boêmia do Sul, distrito de Jindřichův Hradec.